# 猫ノ沢事件
猫ノ沢事件（ねこのさわじけん）とは、1916年（大正5年）に秋田県河辺郡船岡村船岡字猫ノ沢（現大仙市協和船岡沢内）で発生した事件である。この事件により全国一の密造酒摘発地であった秋田県での密造酒の習慣を大きく変えるきっかけになった事件であった。「猫ノ沢」の地名は資料によっては「猫の沢」と記述される場合も多いが、この記事では前者で統一する。

## 概要

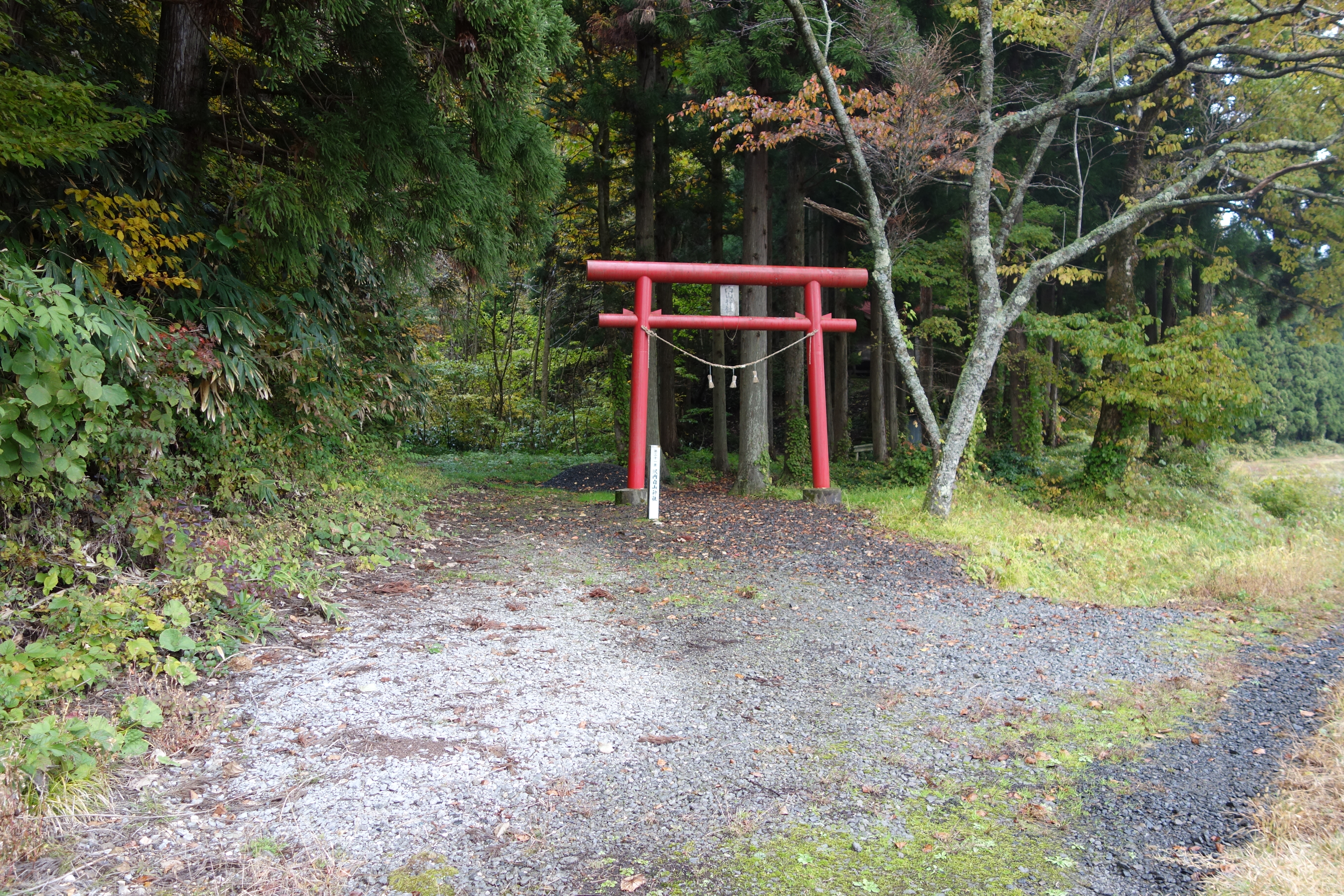
沢内白山神社
神社の前が猫ノ沢事件の現場となる

1916年（大正5年）6月24日、秋田税務署間税課長ら一行8名は、未明豪雨の中を濁酒検挙のため、河辺郡船岡村船岡字猫ノ沢部落に向っていた。早朝から同部落を調べ、隣接の庄内部落に向かう途中、猫ノ沢部落に向かう夫婦連れに出会う。署員は「どこから来たか」と尋ねたところ、男は「貴様らの如き者に用事はない」と暴言を吐き、突如Kに組み付いて押し倒したので、他の署員が取り押さえて不心得を諭した。ところが、その夫婦は猫ノ沢集落に帰って、「いま税務署属らに不当の暴行をうけ殺されるところだった」と伝えた。部落民は日頃から濁酒検挙で税務署属に悪感情を抱いていたところから憤慨し、その暴行への復讐、および再び濁酒検挙にこないよう打ちこらしてやるべきだと相談がまとまり、税務署属の帰路を襲うべく盤木を鳴らして部落民を小学校前に集め待機した。一方税務属一行は、猫ノ沢部落白山神社付近の沢合いや堰端、田圃など捜索すべく進んでいた。これを知った部落民は盤木を乱打して襲撃を促し、蓑笠を着用し、鎌、鉈その他の凶器をたずさえ、降雨の中を白山神社前に向い税務署属一行と出会うや喚声をあげて襲いかかり、無抵抗の税務署属らを突く、刺す、殴るの乱暴を働き、凄惨な修羅場と化した。税務署属一行は鎌で背部から肺に達する瀕死の重症を負わされた者、鎌で頭部を乱打され骨膜に達する重傷を負った者など5人が重軽傷を負った。この事件は首謀者、実行行為のあった者、あるいは声援して騒いだ一部の部落民が、騒擾、公務執行妨害罪、傷害罪で起訴され、10名を懲役（各6年2名、5年3名、1年5名）、15名を罰金（各30円3名、20円12名）に処する有罪判決が、2名に無罪の判決が言い渡され確定した。

## 背景
明治維新以降、酒類に対して一般的に課税することとなったのは、1871年（明治4年）の「清濁酒醤油醸造株鑑札収与税則」（明治4年太政官布告第389号、清酒濁酒醤油鑑札収与並ニ収税方法規則）を定めた時からである。この課税制度はもっぱら販売用の酒類を対象として規定されており、自家用のため製造する酒類については「細民農桑ノ辛苦ヲ醫スルカ爲」のものとして課税の対象外としていた。しかしその後、財政規模の拡大とともに酒税負担を漸次増加せしめることとし、また、自家用酒を製造している者には資産家が多く、「細民」はかえって課税された酒類を購入するという齟齬も発生していた。そこで、1880年（明治13年）制定の酒造税則（明治13年太政官布告第40号）は、酒税の増税に伴い、自家用酒製造数量を1石（180L）以下に制限した（同附則）。1882年（明治15年）には、製造数量の制限のほか免許鑑札制度を導入し、免許鑑札料80銭を徴収するとともに、自家用酒として製造した酒類の販売を禁止した。さらに、1894年（明治27年）から翌1895年（明治28年）に行われた日清戦争の歳入不足を補うために、1899年（明治32年）には自家用酒税法を廃止し、同時に自家用酒の製造を全面的に禁止した。しかし、1899年（明治32年）の酒類の製造数量はかえって減少傾向さえ示した。濁酒製造免許者は77%増となったが、その免許を受けるには年間50石（9000L）以上生産することを条件としていた。そのため、部落内の共同出資により団体を結成しその代表者の名義で免許を受け合法的に製造することが考えられていた。しかし、その濁酒を基にしてさらに大量の濁酒を密造する者が続出したため、結局かえって密造を助長する結果となった。
その後、1909年（明治42年）頃から密造取り締まりが厳密に実施され全般的には密造が減少傾向にあったものの、秋田県と岩手県は1916年（大正5年）まで密造激甚地として残っていた。密造禁止の趣旨が徹底せず「自家用酒の製造は本来の悪事ではない」「小さな密造犯を処分するのは法律の目的ではない」「税務官吏の取り締まりは自分の成績を上げるためで、罰金のうち何割かは賞与としてもらうのではないか」という話が流布し、これらが税務官吏に対する怨恨になり、一方犯罪者に対する同情となり、相互庇い合うという傾向すら見られた。
1900年（明治33年）7月3日の秋田魁新報では「酒は蕎麦と同様自家で作るべきものとの慣習は村落民に一つの観念を作り容易に抜けず、自家用酒制限されるや、彼等の不平高まり、税吏をみること疫病神のごとし、時に税吏に対し蛮行を振う愚民もあり、しかも村民一般の感情がかかる蛮行者をみること義民のごとく、犯罪者に対し同情をあたえつつあり、実に笑止千万なり」と報じている。密造酒の摘発には新聞記者も同行して記事を書いているほか、摘発記事などもかなり大きく報じている。税吏に濁酒を押収された家は「ヤマイ神につかれた」としてむしろ同情の眼で見られた。摘発は現品を押さえ、しかも醸造人が明らかでなければ罰金は科せられなかった。そこで、農民たちは知恵をしぼった。期限まで罰金を納められない場合には入獄しなければいけなかったが、この場合は年寄りや女房が夫に代わって労役につくことが多かった。
国は毎年6億円の歳出を必要としていたが、そのうち1億円は酒税によるものであった。当時、秋田県は密造酒による検挙人数はいつも全国一であった。「取締当局としては一罰百戒の見地から厳重な取締による大量検挙以外効果はない」とされ、1916年（大正5年）6月22日に仙台市で開催された東北六県税務署会議に出席して帰庁した千葉税務署長は、23日に濁酒取締について署員をあつめ協議したが、この時に一罰百戒の見本とされたのが猫ノ沢であった。当時の猫ノ沢は「本村より約9km隔たった山間の僻地で戸数約10戸、人の気質は荒く交通不便のため司直の手が延びないことを幸いに、山林の盗伐や賭博など村風も極めて悪かった。濁酒密造も盛んで前年に引き続き、部落で共同して、麹室という大箱4つを設置し、毎月持回り製麹していた」と思われていた。また事件発生直後に猫ノ沢に行った千葉税務署長は部落民にその惨事を問うに「そんな事がありましたか」と言われたり「税務署の人と喧嘩し村の若者も一人殺された」と、とぼけられた。濁酒の常用はまた県民病である脳卒中とも結びついていて、1916年（大正5年）の間に脳出血及び脳軟化症で死亡した者1885人（『県統計書』）で病死者数のうち第一位を占めていることからみてもいかに有害なものかがわかるとされていた。

## 裁判と事件の影響
猫ノ沢事件の公判は秋田地方裁判所で行われ、1916年（大正5年）10月19日に判決が言い渡された。判決では無防備の税吏に対して農民多数が共謀して凶器を振るい、暴虐の限りを尽くしたのは全国にその例を見ないとして騒乱罪が適用された。また、公務執行妨害罪と傷害罪も併合されたため、2名に懲役6年、3名に懲役5年、5名に懲役1年、3名に罰金30円、12名に罰金20円という厳しい内容となった（2名に無罪）。しかし、あまりにも厳しい判決の上に「事実誤認が多くあって、判決には納得できない」として、有罪判決を受けた25名のうち15名は弁護人を通じて宮城控訴院に控訴した。翌1917年（大正6年）6月22日に出されたのは控訴を退ける棄却判決であった。さらに、この判決に承服しなかった者は大審院に上告した。上告手続きと弁護にあたったのは、名を広く知られた法学博士の花井卓蔵と鶴田忞であった。花井ら弁護人は擬律錯誤や理由不備の不法があるとして、実例を上げながら駁論した。しかし、大審院は同年11月3日、上告を退ける棄却判決を言い渡し確定した。
この事件以前は、税務署の取り締まりが非常に冷酷で税務官吏が横暴であるために事件を誘発したのではないかと非難する論調もあり、秋田県において密造者に対する同情心もあったが、事件後は公判の過程で実情が知らされるにつれ民心も一変し、密造に対して矯正する気分が広がった。従来は税務官吏の臨検を蛇蝎視していた地方も、税務署官を地方の旅舎に宿泊させ、地方有力者が税務官吏の地方巡回を遺憾とし、密造矯正を口にすることを栄誉とする傾向さえ発生した。
この事件が起きた後の猫ノ沢では、多数の検挙者を出したのは郷村の不面目として小学校に子どもまで全員が集められた。そして警察署長、税務署属、船岡村長、小学校長から、濁酒がいかに弊害が多いものであるかという講話を聞き、一致して密造皆無を誓ったと新聞報道された。

## 住民の証言
- 摘発隊は午前5時ころから、一戸ごとに立会人をつけて猫ノ沢を調査した。ところが、猫ノ沢では摘発隊が来るという情報を前日すでに掴んでいたのか、現品をきれいに処分していた。また、猫ノ沢のある人が羽後境駅から朝の一番の汽車に乗ろうと家を出ると、電灯を灯した人と出会った。船岡の村役場で休んでいるので酒役人だと考え、走って猫ノ沢に戻ってそのことを伝え、さらに庄内部落にも知らせたとする証言もある。一行はひとまず猫ノ沢を引き上げ300mほど奥にある庄内に向かった[6]。
- 猫ノ沢部落では1916年（大正5年）当時酒役人が来ると、酒役人はすぐ濁酒を置いている場所に行き、1軒や2軒で濁酒を見つけると後の家は捜索せず直ぐに帰った。人々は密告を疑った。こうした事情で部落では濁酒造りは事件発生時既にかなりなくなっており、金を出して清酒や焼酎を飲むように変わりかけていた[6]。
- 事件の日、朝4時から税務署の署員らは村人の前日までの田植えで疲れた寝込みを襲い無断で家に入り流し場や戸棚、屋敷に土足のまま上がり家を調べた。酒役人らは挨拶もしないで家を次々に調べたという。9人の酒役人らは猫ノ沢で一件の濁酒も発見できず、続いて庄内の捜索しようと川縁のあぜ道を急いだ[6]。
- 被告Cの妻の証言は以下の通りである。被告Hの妻と、被告BはBが嫁をもらう以前から仲が良いということが部落では噂になっていた。Hの妻は酒役人が家を探して帰った後に、庄内の方に鎌を持って田を見に行った。その後すぐに、Bが鎌を持って庄内の方にでかけた。Bの妻はそれを見てBがHの妻の後を追ってでかけた考えた。そこでBの妻は後を追い、ヤブの中に体を潜めてBを見ていた。酒役人は雨が降る時にヤブに隠れているBの妻を怪しみ酒を隠しに来たのだろうと問うと、Bの妻は田に水を掛けに行く所だと答える。酒役人はその田に案内しろと詰め寄った。そこに庄内の田を見終わったBが帰ってきた。Bは妻に何をすると9人の酒役人に飛びかかって行くが、返り討ちにあう。草刈りに家を出てそれを見ていたGは、Bが殺されると助けを求めて猫ノ沢を叫んで歩いた。Bは顔や手足が血だらけでひどい姿であった。Bは仕返しを口にするが、周囲の者になだめられて気持ちを落ち着かせ、朝食を取った。そして、大曲営林署の下刈り仕事に行こうと刈払鎌を持って家を出た。猫ノ沢部落の男が鎌を持って白山神社の方に行くと、酒役人が白山神社の周囲を捜索して猫ノ沢の方に向かってきた。それを見たBは腹の虫が収まらず「殺してやる」と酒役人に突進して行った。「またBが殺される」と一緒に走って行った。盤木はIの家に泊まっていた大工が騒ぎを聞いて偶然打ったものだという。証言からは、この時下刈りに一緒に行った者は5,6人で、事件は偶然に発生したとする。取り調べは事件の3日後から始まった。証言では、度胸が無い男と周囲から嫌われている男が目をつけられ、警察から「事件の一切を打ち明けると許してやるから」と言われ次々に村の人々が収監されたとされる。中には病気で歩くのも大変だったEも収監され懲役5年の判決を受けているという。実際には5-6人ほどの人たちしか襲撃に参加していないのにもかかわらず、25人もの人が服役した[6]。
- Bは最初仇討ちをするから手助けは無用だと、白山堂（神社）から出てきた一向に打ちかかって行ったが、1対9では最初から勝ち目がなく、手助け無用と言われた村民たちも応援大乱闘を演じた。裁判ではこの事件の首謀者とされるAは部落総代で温厚な人であった、しかし義理の兄弟のBを見捨てておけず止めるべく出かけて行ったものであるという。Bの兄弟であるEもBを止めるべく家を出ていった。警察官は税務官側も悪いことだから、この際B一人が罪をかぶり、入牢中は村人が家族の面倒をみてやるようにいわれたが、先にEが杉を盗伐したときも、同様に言いくるめられて入牢したものの、誰も家族の面倒なぞみてくれなかった前例があったため、Bは承知しなかったという[12]。
- その後、村人は取り調べの様子を話さなかった。そのため野添憲治は、当時かなり厳しい取り調べが行われ、一審の裁判記録が事実と違っていたからこそ、控訴や上告に繋がったのではないかとし、さらに偶然数人で一行を襲った事件なのに、どうして25名が騒擾罪などの重い罪で服役しなければならなかったのか、そこには事実誤認があったのだとしている。残された家族は、男手が無いため田畑を売ったりと生活にかなり苦労した。被告Aと被告Bは出所後、集落の総代や村議会員に推され一応の名誉回復をした[6]。
- Eは森林窃盗罪により懲役ニヶ月に処せられた経験があるため、入牢することを嫌って控訴院の判決を聞くため保釈され仙台に行く機会を狙って逃亡し、行方不明のまま郷里には帰らなかった。保釈され家に帰るや飼育中の牛の親子を売り、17歳の息子には本心を明かしつつ、朝鮮に行くと言い残し汽車に乗り込んだ。その後、朝鮮の安東県から変名の年賀状が届いたが、その宛名で手紙を出しても返送されて来て一通も届かなかった。Eは山師をして金を得、800円を元手に店を出したという手紙もあったが、その手紙も3年ほどで消息も途絶えた[12]。

## その他
- 一番の被害者である税務署員は1917年（大正6年）5月11日に仙台の第二審公判の様子を見ていて、それを日記に残している。Bはほとんど事実を否認あるいは曲弁して、自分一人が税務官らを暴行したと供述した。裁判長から9人の税務官をよくただ一人で追い散らしたのかと問われるが、Bの答弁ははなはだ曖昧であった[4]。
- 岩手県和賀郡湯田町の劇団ぶどう座の川村光夫夫妻は、昭和44年6月に猫ノ沢をニ度訪問し、昭和46年に『どぶろく農民の墓』という脚本を作り上げ、北上市で初演、続いて盛岡市、横手市で上演し好評を得ている。猫ノ沢部落の遺児2名の観劇の感想は「われわれ農民の気持ちをよく考えてある劇である」というものであった[12]。